# СОКО J-22 Орао
СОКО J-22 «Орао» (серб. Орёл) — югославский дозвуковой истребитель-бомбардировщик и штурмовик, который производился серийно в СФРЮ и Румынии.
Разработан коллективами из авиатехнических институтов Югославии и Румынии. Первый прототип совершил полёт в 1974 году, а международное признание обрёл на авиавыставке в Париже. Первый югославский самолёт, который превысил скорость в 1000 км/ч. Многократно модифицировался.

## История разработки

### Разработка проекта
В конце 1960-х годов правительства Югославии и Румынии начали переговоры о создании многоцелевого дозвукового истребителя, что было выгодно как с военной точки зрения, так и с экономической: в одиночку реализовать проект ни одна из стран не могла. Планировалось, что около 200 самолётов будут собраны специально для ВВС этих стран. После работы совместной комиссии были сформулированы тактико-технические требования к самолёту, который планировалось оснастить двигателями марки «Вайпер» (югославы и румыны выпускали различные варианты двигателя по лицензии).
К середине 1972 года конструкторы из Югославского Авиационно-технического института и Румынского Национального института науки и техники завершили работу над совместным проектом и начали его сборку. В Югославии самолёт собирался на заводе фирмы «СОКО», в Румынии на заводе в Крайове. Одинаковым в самолётах были только фюзеляжи с британским катапультным креслом Martin Baker Mk.6, а оборудование и вооружение каждая сторона ставила своё.

### Сборка
Сборка экспериментальной модели началась в мае 1972 года. Заказ в Румынии размещался на заводе IRAv (ныне Aerostar SA) в Бакэу, где производили фюзеляж самолёта, собирали его и тестировали. В Румынии также работала фирма IRMA Baneasa (ныне Romaero SA) из Бухареста, которая производила крылья, а ICA Ghimbav-Brasov собирала всё остальное оборудование. Югославский прототип производился на заводах в Мостаре (SOKO), Панчево (UTVA) и Трстеник. Румыния производила переднюю часть фюзеляжа, киль и дополнительные баки, а Югославия занималась крыльями, остальной частью фюзеляжа и хвостовой частью. Двигателями были выбраны два «Ролсс-Ройса» класса «Вайпер» Mk 632-41R, которые располагались по обе стороны фюзеляжа. Выбор был неслучаен, поскольку по лицензии его производили и в Югославии (ORAO, Райловац), и в Румынии (Turmbomecanica, Бухарест).

### Первый полёт
31 октября 1974 с разницей 20 минут оба самолёта поднялись в воздух. В Югославии самолёт получил имя J-22 Орао, в Румынии — IAR-93. Пилотировал югославский самолёт с аэродрома Мостар майор Владислав Славуевич. Двухместный учебно-боевой вариант № 25002 получил обозначение NJ-22 Орао и взлетел в ноябре 1976 года под управлением того же Славуевича. В 1980 году один из самолётов разбился близ Мостара после столкновения с птицей. Через два года начались поставки предсерийных машин.

## Серийное производство и модернизации
Производство первой партии предсерийных машин началось в конце 1977 года, а в начале 1978 года они вошли в состав ВВС Югославии. Туда вошли 10 одноместных IJ-22 (номера 25701—25710) и 5 двухместных INJ-22 (25001—25605). Они получили наименование «Орао-1». Встроенное вооружение не предусматривалось, поэтому их применяли для разведки. В 1980 году началось производство первой серии самолётов из 15 IJ-22 (номера с 25711 по 25725) и 3 INJ-22 (номера 25606—25608). Первый самолёт этой серии взлетел в январе 1981 года, после чего самолёты поступили на вооружение югославских ВВС в качестве разведчиков. Первые вооружённые версии самолёта — одноместные D-22 и двухместные INJ-22 — поступили на вооружение в 1982—1983 годах.
В 1981 году была проведена кардинальная модернизация конструкции самолёта под руководством полковников Александру Филипеску и Милоша Петрича. На серийных машинах изменению подверглись фюзеляжи и системы, а также были установлены модернизированные двигатели «Вайпер» (модернизация прошла в 1979 году, к 1983 году сертификация завершилась). Первый такой модернизированный самолёт под номером 25101 получил индекс SY-1 (J-22НС) и взлетел 20 октября 1983 года, а 22 ноября 1984 года летчик-испытатель Марьян Йелен впервые на нём преодолел звуковой барьер. Ныне этот самолёт находится в экспозиции фабрики UTVA в Панцево. Однако серийное производство началось только в 1986 году из-за долгой доводки двигателя. По югославской классификации этот самолёт назывался J-22, по европейской — J-22М «Орао». Таких самолётов было построено всего 43 штуки (номера 25101 — 25124, 25151 — 25154 и 25161 — 25175).
Двухместный вариант NJ-22 впервые взлетел 18 июля 1986 года, после чего было построено 12 подобных самолётов, получивших на Западе код «Орао» 2D с серийными номерами от 25501 до 25512. Кроме того, на вооружение поступили ещё восемь J-22 и шесть NJ-22 с серийными номерами 25201-25208 и 25526-25531 соответственно. По некоторым источникам, эти самолёты являются модификациями ранних IJ-22 и INJ-22.

## Служба

### В составе ВВС и ПВО СФРЮ
В конце 1970-х — начале 1980-х большая часть самолётов пошла в 353-й истребительный авиаполк 97-й авиабригады (авиабаза Ортьес), вторым по количеству самолётов был 351-й истребительный авиаполк 82-й авиабригады (авиабаза Церкелье). На их вооружении состояли самолёты модификации IJ и INJ-22, которые использовались как разведчики в интересах двух штурмовых эскадрилий из Церкелье. Ещё один самолёт, INJ-122 (№ 25606) стал морским разведчиком и получил индекс INJ-22M — для переоборудования в задней кабине была установлена специальная техника, а также добавлен контейнер с радаром для поиска морских целей. Самолёт выполнил несколько полётов на аэродроме Ортьес около Сараево, однако о дальнейшей его судьбе ничего не известно. Первыми двумя ударными эскадрильями в югославских ВВС, получивших J-22НС, стали 238-я легкобомбардировочная эскадрилья 82-й авиабригады в Церклье и 241 легкобомбардировочная эскадрилья 98-й авиабригады на авиабазе Петровец (Скопье). Третья эскадрилья (242-я легкобомбардировочная эскадрилья 172-го лёгкого авиаполка) на авиабазе Голубовцы (Титоград) проводила переобучение на новый тип.

### После распада Югославии: Югославские войны
После распада Югославии «Орао» и другая боевая техника ЮНА были выведены на территорию Сербии и Черногории. На 1992 года самолёты состояли на вооружении трёх авиаэскадрилий: 241-й истребительно-бомбардировочной «Тигрови» (Лаьдевичи), 252-й истребительно-бомбардировочной «Куряци са Усца» (Батайница) и 353-й разведывательной «Соколови» (Лаьдевичи).
Во время югославских войн «Орао» принимали самое активное участие, оказывая поддержку наземным войскам. По некоторым данным, лётчики смогли даже уничтожить крылатую ракету.
Они участвовали в конфликте в Хорватии: 19 сентября 1991 в 18:15 по местному времени хорватские зенитчики из ПЗРК «Стрела-2М» сбили самолёт № 25508 NJ-22, который упал близ Даково. Пилот самолёта, подполковник Бегис Мусе, катапультировался и попал в плен.
Во время войны в Боснии Республике Сербской передали от 5 до 7 самолётов J-22 (три из них погибли с 1993 по 1995 годы, также погибли два НJ-22). Самолёты окрашивались обычно в серо-зелёный камуфляж со светло-голубым низом (только самолёт № 25101, преодолевший звуковой барьер, был полностью белым с красными полосами по фюзеляжу).
Больше всего самолёты использовались во время Косовской войны. По словам подполковника Срето Малиновича, командира 241-й истребительно-бомбардировочной эскадрильи, его самолёты активно поддерживали действия 3-й армии против косовских повстанцев, однако из-за господства сил НАТО в воздухе полёты проводились на сверхмалых высотах, а удары по цели наносились с различных направлений. Реальные потери самолётов точно не установлены: в первую ночь Косовской войны точно погиб подполковник Живот Дьюрич, ещё один самолёт был повреждён в боевом вылете но восстановлен. Уже после этой войны югославы безуспешно пытались модернизировать самолёты при поддержке российских специалистов (планировалась установка двигателей «Вайпер» 680 или РД-35, установка РЛС «Копье» и возможности применения ракет Р-73 и Р-77).

### Слухи и легенды
- В некоторых российских источниках[3][4] утверждается, что во время войны против НАТО подполковник Живота Джурич, чей J-22 был подбит ракетой в воздушном бою, направил машину на пару самолётов НАТО и врезался в один из них. В западных или сербских официальных источниках этот эпизод не встречается. Сербская газета «Политика» сообщает, что «Орао» Джурича был сбит зенитным огнём боевиков Армии освобождения Косова, причём в её статье не упоминаются ни воздушный бой, ни таран.[5] Согласно статье Дмитрия Неклюдова «Сербские соколы — сломанные крылья» на сайте СРПСКА.Ру, самолёт Джурича по свидетельствам очевидцев был сбит огнём с земли во время нанесения удара по лагерю Армии освобождения Косово на горе Чичавица, и пилот направил горящую машину на скопление боевиков.[6]
- Вторая легенда[7] гласит следующее: якобы 18 апреля 1999 лётчики без уведомления командования совершили боевой вылет, направившись к аэродрому в Тузле в Боснии, который использовался авиацией НАТО для экстренных посадок, то есть там находились повреждённые самолёты. Девять самолётов — 7 штурмовиков Г-4 Супер Галеб и J-22 Орао и два истребителя МиГ-21 — поднялись с базы Поникве (около Ужице) и на высоте 800 метров направились к Тузле. Преодолев 120 км, самолёты открыли огонь по авиации НАТО: в итоге было уничтожено 17 самолётов и 3 вертолёта. Один самолёт J-22 был сбит из ЗРК, а его пилот, подполковник Михайло В., погиб (он был инициатором вылета). Ещё один МиГ-21 был сбит, но лётчик сумел совершить экстренную посадку в 10 километрах от базы Поникве. Согласно генералу Спасое Смиляничу, командовавшему ВВС и ПВО Югославии во время войны, сообщения в югославских СМИ об ударах по базам НАТО являлись спекуляциями[8]
- Третья легенда утверждает: 18 ноября 1993 два сербских штурмовика J-22 «Орао» совершили 48-километровый перелёт на сверхмалой высоте, оставаясь незамеченными для самолётов ДРЛО Е-3 «Сентри» и БРЛС патрульных истребителей НАТО, после чего разбомбили боснийские позиции близ Бихача. Факт[какой?] действительно имел место[9].

### Наши дни
Точное количество оставшихся самолётов на вооружении ВВС Сербии неизвестно, однако утверждается, что в Сербии есть 6 самолётов ИJ-22 и один ИНJ-22. Всего было произведено 165 самолётов в Югославии и Румынии. Последний самолёт был выпущен в Мостаре в феврале 1992 года, после чего последовал перевод производства в Сербию. Ныне завод UTVA в Панцево специализируется на ремонте самолётов «Орао». Экспорт самолёта не удался: ни авиашоу в Париже в 1985 году, ни подготовка пилотов Ирана в 1988 году не позволили продать куда-нибудь самолёт. В 1998 году IAR-93 был снят с вооружения ВВС Румынии.

## Описание конструкции

### Конструкция
Самолёт выполнен по нормальной аэродинамической схеме с высокорасположенным стреловидным крылом. Крылья кессонные, двухлонжеронные, профиля NACA 65-008 (модифицированный), отрицательный угол поперечного V равен 3,5°, угол установки нулевой. Корневые крыльевые наплывы имеют угол стреловидности 70°, угол стреловидности по 1/4 линии хорд — 43°. На верхней поверхности каждой консоли расположено два аэродинамических гребня. Имеются двухсекционные предкрылки общей площадью 1,56 м² с гидравлическим приводом и закрылки Фаулера площадью 3,13 м². Элероны некомпенсированные с относительно большой хордой, имеют гидроприводы «Даути».
Фюзеляж типа полумонокок. По бокам носовой части имеются гребни. Задняя часть фюзеляжа выполнена отъемной. В герметизированной кабине установлено катапультное кресло фирмы Martin Baker RU10J (на румынских самолётах) и YU10J (на самолётах для ВВС Югославии). Хвостовое оперение стреловидное. Имеется небольшой форкиль. С каждой стороны задней нижней части фюзеляжа (только на одноместных самолётах) установлены фальшкили. У основания руля направления в специальном контейнере размещён тормозной парашют диаметром 4,2 м с гидравлическим управлением выпуска. Стабилизатор размахом 4,72 м имеет слоистую конструкцию. Управление осуществляется гидравлическими сервоприводами «Даути».
Шасси трёхопорное с носовым колесом фирмы «Месье-Испано-Бугатти». Носовая стойка одноколесная с гидравлическим управлением поворотом, убирается в носовую часть фюзеляжа поворотом вперёд. Основные стойки двухколёсные, убирающиеся в фюзеля. Амортизаторы двухкамерные, масляно-пневматические. Размер бескамерных пневматиков основных стоек 615 х 225×254 мм, давление 6,3 кгс/см². Пневматики носовой стойки «Орао-1» и «Орао-2» имеют размеры, соответственно, 551 х 250×152,4 мм и 452 х 190 х х 127 мм (давление, соответственно, 3,16 и 3,87 кгс/см2). Гидравлические дисковые тормоза на каждой основной стойке. Имеется система безъюзового торможения с электрическим управлением.

### Двигатели
Самолёт оснащен двумя ТРД «Роллс-Ройс Вайпер» Mk.632-41R (2 х 1815 кгс) или форсированными двигателями «Вайпер» Mk.633-7 (2 х 2270 кгс), выпускавшимися в Румынии и Югославии по лицензии. Топливо размещается в пяти фюзеляжных и двух крыльевых топливных баках суммарной вместимостью 3120 л. Возможна подвеска трёх дополнительных баков емкостью по 540 л. Заправка внутренних топливных баков под давлением и «самотеком», внешних — «самотёком». Имеется трёхканальная система повышения устойчивости «Даути», гидравлическая система, состоящая из двух независимых подсистем с рабочим давлением 211 кгс/см³ для приводов предкрылков, закрылков, элеронов, стабилизатора, руля направления, воздушных тормозов, основных колес шасси, системы управления поворотом носового колеса, тормозного парашюта, сопел, механизма выпуска и уборки шасси. Основная электрическая система постоянного тока напряжением 28 В питается двумя стартер-генераторами «Лукас» ВС-0107 мощностью 9 кВт. Имеется два статических преобразователя переменного тока и аккумулятор. Воздушная система обеспечивает наддув кабины при максимальном перепаде давления 0,22 кгс/см²), кондиционирование воздуха, обдув лобового стекла (для защиты от обледенения и запотевания).

### Оборудование
- Связная радиостанция метрового и дециметрового диапазона, гировертикаль, радиовысотомер, радиокомпас, маркерный приёмник, система радиоопознавания «свой-чужой». Установлена система радионавигации VOR/ ILS Коллинз VIR-30.
- ИЛС Tomson CSF VE-120T с гироскопическим вычислителем Ferranti D282, кинофотопулемётом и приёмником предупреждения о радиолокационном облучении SO-1 «Искра». Разведывательный вариант NJ-22 оснащен контейнером с АФА и ИК-оборудованием.

### Вооружение
Самолёт оснащается парой 23-мм пушек ГШ-23Л с 200 снарядами на ствол. Самолёт обладает 5 узлами подвески (центральный для подвески топливного бака в 540 л и четыре подкрыльевых).
Подкрыльевые пилоны рассчитаны на 300 кг подвески, в итоге общая масса подвешенного вооружения составляет 1500 кг (для IAR-93A) и 2500 кг (для IAR-93B). Типичная боевая нагрузка для IAR-93A может быть:
- 5 × 500-кг или 250-кг бомб;
- 15 (5 по 3) × 100-кг бомб;
- 10 (5 по 2) × 150-кг кассетных бомб BL755;
- 15 (5 по 3) × 120-кг кассетных бомб;
- 5 × 150-л напалмовых бомб FLAB-350;
- 4 пусковые установки VRZ-127 4 × 127-мм;
- 4 пусковые установки UB-16-57 16 × 55-мм;
- 4 пусковые установки L57 12 × 55-мм;
- 4 или 8 пусковых установкок L57-16MD 16 × 55-мм;
- 4 или 8 пусковых установок ПУ L-128-04 4 × 128-мм (неуправляемые ракеты);
- 2 управляемые ракеты класса «воздух-земля» AGM-65 «Мейверик» или Х-66 «Гром».

На самолёте «Орао-2» состав вооружения значительно усилен. На пяти узлах внешней подвески размещается, в общей сложности, до 2800 кг боевой нагрузки, в состав которой вошли управляемые класса «воздух-воздух» Р-73 (из них 4 размещены на двух спаренных подкрыльевых АПУ), ракеты класса «воздух-земля» AGM-65B «Мейврик» с телевизионным самонаведением, югославские управляемые «Гром», а также КАБ югославского производства с лазерным полуактивным самонаведением.

## Сравнение с аналогами
|                      | Су-17                 | МиГ-27                | LTV A-7 Corsair II            | Grumman A-6 Intruder          | Mitsubishi F-1                |
| -------------------- | --------------------- | --------------------- | ----------------------------- | ----------------------------- | ----------------------------- |
|                      |                       |                       |                               |                               |                               |
| Первый полёт         | 2 августа 1966 года   | 17 ноября 1972 года   | 27 сентября 1965 года         | 19 апреля 1960 года           | 3 июня 1975 года              |
| Принят на вооружение | 1970 год              | 1975 год              | 1967 год                      | 1963 год                      | 1978 год                      |
| Годы производства    | 1969 — 1990           | 1973 — 1994           | 1965 — 1984                   | 1962 — 1990                   | 1977 — 1987                   |
| Единиц произведено   | 2867                  | 1412                  | 1569                          | 693                           | 77                            |
| Статус               | Состоит на вооружении | Состоит на вооружении | Снят с вооружения в 2014 году | Снят с вооружения в 1997 году | Снят с вооружения в 2006 году |

|                      | SEPECAT Jaguar        | Dassault-Breguet Super Étendard | Hawker Siddeley Buccaneer     | СОКО J-22 Орао        | IAR 93                        |
| -------------------- | --------------------- | ------------------------------- | ----------------------------- | --------------------- | ----------------------------- |
|                      |                       |                                 |                               |                       |                               |
| Первый полёт         | 8 сентября 1968 года  | 28 октября 1974 года            | 30 апреля 1958 года           | 31 октября 1974 года  | 31 октября 1974 года          |
| Принят на вооружение | 1972 год              | 1978 год                        | 1962 год                      | 1978 год              | 1978 год                      |
| Годы производства    | 1968 — 1981           | 1977 — 1983                     | 1961 — 1977                   | 1978 — 1992           | 1976 — 1990                   |
| Единиц произведено   | 573                   | 85                              | 206                           | 165                   | 86                            |
| Статус               | Состоит на вооружении | Состоит на вооружении           | Снят с вооружения в 1993 году | Состоит на вооружении | Снят с вооружения в 1998 году |

## На вооружении
- Сербия — 6 J-22 Orao и 1 INJ-22 Orao, по состоянию на 2012 год[10]